# Chélonis
Chélonis est la fille de Léonidas, roi de Lacédémone.

## Famille
Elle est la fille de Leonidas II, roi de Sparte, elle épouse Cléombrote III, roi de Sparte. Elle est la mère de Agesipolis et Cléomène.

## Biographie
Son nom est mentionné par Plutarque :
« Cléombrote épousa Chélonis, fille de Léonidas, roi de Lacédémone. Peu de temps après, Cléombrote usurpa la royauté et fit condamner son beau-père à l'exil. Il ne jouit pas longtemps de son pouvoir. Les Lacédémoniens, fatigués de son gouvernement tyrannique, rappelèrent Léonidas. Il revint et voulut punir son gendre. Ayant appris qu'il s'était réfugié dans le temple de Neptune, il s'y rendit, accompagné d'amis et de soldats, bien résolus à le faire mourir ; mais comme il allait s'en emparer, Chélonis oubliant les torts de son époux le réunit dans ses bras avec un de ses enfants et, dans cette position, demanda la grâce à son père. »